# 2014 en Italie
Chronologie de l'Italie
- 2010
- 2011
- 2012
- 2013
- 2014
- 2015
- 2016
- 2017
- 2018

2012 par pays en Europe - 2013 par pays en Europe - 2014 par pays en Europe - 2015 par pays en Europe - 2016 par pays en Europe
2012 en Europe - 2013 en Europe - 2014 en Europe - 2015 en Europe - 2016 en Europe

## Événements

### Février 2014
- 14 février : démission d'Enrico Letta, président du Conseil des ministres.
- 16 février : élections régionales en Sardaigne.
- 17 février : Matteo Renzi est chargé de former un gouvernement.
- 22 février : formation du gouvernement Renzi.

### Mars 2014
- x

### Avril 2014
- x

### Mai 2014
- 25 mai :
  - élections européennes ;
  - élections régionales dans les Abruzzes et au Piémont ;
  - élections municipales.

### Juin 2014
- x

### Juillet 2014
- 1er juillet : début de la présidence italienne du Conseil de l'Union européenne en 2014

### Août 2014
- x

### Septembre 2014
- x

### Octobre 2014
- x

### Novembre 2014
- 1er novembre : arrêt de l'opération Mare Nostrum.
- 9 novembre : mise en service de la ligne C du métro de Rome

### Décembre 2014
- x

## Culture

### Cinéma

#### Autres films sortis en Italie en 2014
- x

#### Mostra de Venise
- Lion d'or : A Pigeon Sat on a Branch Reflecting on Existence de Roy Andersson
- Lion d'argent du meilleur réalisateur : Andreï Kontchalovski pour Les nuits blanches du facteur
- Grand prix du jury de la Mostra de Venise : The Look of Silence de Joshua Oppenheimer
- Coupe Volpi pour la meilleure interprétation féminine : Alba Rohrwacher pour Hungry Hearts
- Coupe Volpi pour la meilleure interprétation masculine : Adam Driver pour Hungry Hearts
- Prix Osella pour la meilleure contribution technique :
- Prix Osella pour le meilleur scénario : Rakhshan Bani-Etemad et Farid Mostafavi pour Tales
- Prix Marcello-Mastroianni du meilleur jeune interprète : Romain Paul pour Le Dernier Coup de marteau

### Littérature

#### Livres parus en 2014
- x

#### Prix et récompenses
- Prix Strega : Francesco Piccolo pour Il desiderio di essere come tutti (Einaudi)
  - Prix Strega européen : Marcos Giralt Torrente (es)  Espagne pour Il tempo della vita (Elliot)
- Prix Bagutta : (ex æquo) Maurizio Cucchi pour Malaspina (Mondadori) et Valerio Magrelli pour Geologia di un padre (Einaudi)
- Prix Bancarella : Michela Marzano pour Tout ce que je sais de l’amour
- Prix Campiello : Giorgio Fontana pour Morte di un uomo felice
- Prix Flaiano : 
  - Fiction : Sebastiano Vassalli pour Terre selvagge
  - Poésie : ?
- Prix Malaparte : Donna Tartt
- Prix Napoli : ?
- Prix Pozzale Luigi Russo :
  - x ?
  - x ?
  - x ?
- Prix Raymond-Chandler : Jeffery Deaver
- Prix Scerbanenco : Gianrico Carofiglio pour Una mutevole verità (Einaudi)
- Prix Stresa : ?
- Prix Viareggio :
  - Roman, Francesco Pecoraro pour La vita in tempo di pace (Ponte alle Grazie)
  - Essai, Luciano Mecacci (it) pour La Ghirlanda fiorentina (Adelphi)
  - Poésie, Alessandro Fo (it) pour Mancanze (Einaudi)

## Décès en 2014
- 4 janvier : Santi Nicita, 84 ans, homme politique, membre de la Démocratie chrétienne. (° 4 mai 1933).
- 5 janvier : Augusto Graziani, 80 ans, économiste hétérodoxe, professeur d'économie politique et homme politique. (° 4 août 1939).
- 9 janvier : Lorella De Luca, 73 ans, actrice. (° 17 septembre 1940).
- 10 janvier : Aldo Scaramucci, 80 ans, footballeur. (° 14 février 1933).
- 14 janvier : Flavio Testi, 91 ans, compositeur de musique classique contemporaine et musicologue. (° 4 janvier 1923).
- 15 janvier : Carlo Simonigh, 78 ans,  coureur cycliste, champion du monde de poursuite amateur en 1957. (° 10 janvier 1936).
- 20 janvier : Claudio Abbado, 80 ans, chef d'orchestre (° 26 juin 1933).
- 25 juillet : Carlo Bergonzi, 90 ans, ténor (° 13 juillet 1924).
- 8 septembre : Magda Olivero, 104 ans, soprano (° 25 mars 1910).
- 15 août : Licia Albanese, 105 ans, soprano (° 22 juillet 1909).

#### Articles sur l'année 2014 en Italie
- Bari International Film Festival 2014
- Mostra de Venise 2014

#### L'année sportive 2014 en Italie
- Championnat d'Italie de football 2013-2014
- Championnat d'Italie de football 2014-2015
- Coupe d'Italie de football 2013-2014
- Saison 2013-2014 de la Juventus FC
- Saison 2014-2015 de la Juventus FC
- Saison 2013-2014 de l'AS Rome
- Saison 2014-2015 de l'AS Rome
- Championnat d'Italie de rugby à XV 2013-2014
- Championnat d'Italie de rugby à XV 2014-2015
- Grand Prix automobile d'Italie 2014
- Milan-San Remo 2014
- Tour d'Italie 2014
- Masters de Rome 2014
- Tournoi de tennis de Rome (WTA 2014)

#### L'année 2014 dans le reste du monde
- L'année 2014 dans le monde
- 2014 en Amérique, 2014 au Canada, 2014 aux États-Unis, 2014 au Nouveau-Brunswick, 2014 au Québec
- 2014 en Afrique • 2014 en Asie • 2014 en Océanie
- 2014 aux Nations unies
- Décès en 2014